# Пол Скоулс
Пол Арон Скоулс (енгл. Paul Aaron Scholes; Солфорд, 16. новембар 1974) бивши је енглески фудбалер, бивши тренер енглеског Олдхем атлетика и сувласник Салфорд ситија. Целу своју играчку каријеру провео је у Манчестер јунајтеду.

## Клупска каријера
Скоулс је поникао у екипи Олдам атлетика, где су га врло брзо запазили скаути Манчестер јунајтеда. Са 14 година прелази у Манчестер у којем су му саиграчи били Дејвид Бекам, Гари Невил, Фил Невил, Ники Бат и Рајан Гигс. Први меч за Манчестер јунајтед је одиграо 21. септембра 1994. на утакмици Лига купа против Порт Вејла и постигао оба гола за победу Манчестера (2:1). 
За Манчестер јунајтед је одиграо 676 утакмица и постигао 150 голова (од тога је 466 утакмица одиграо у првенству на којима је постигао 102 гола). Један је од петорице играча који су одиграли више од 500 утакмица за Манчестер јунајтед у свим такмичењима.
Након завршене сезоне 2010/11, освојене титуле првака и пораза у финалу Лиге шампиона, Пол Скоулс је одлучио да заврши играчку каријеру и остане да ради у клубу као тренер. 5. августа 2011. је одиграо свој последњи меч у дресу Манчестер јунајтеда, а опроштајни меч је игран на Олд Трафорду против америчког клуба Њујорк космос. Манчестер јунајтед је победио 6:0, а Сколс је постигао свој последњи (први на мечу) погодак у 9. минуту шутом са 25 метара.

## Репрезентативна каријера
За сениорску репрезентацију Енглеске је у периоду од 1997. до 2004. одиграо 66 утакмица и постигао 14 голова 
У репрезентацији је дебитовао 1997. на утакмици против Јужне Африке у Манчестеру. Августа 2004. године одлучио је да се повуче из репрезентације.
Учествовао је на Светском првенству 1998, Европском првенству 2000, Светском првенству 2002. и Европском првенству 2004.

## Тренерска каријера
Сколс је постао менаџер енглеског четвртолигаша Олдхем атлетика 11. фебруара 2019. године.

## Трофеји

### Манчестер јунајтед
- Премијер лига (11) : 1995/96, 1996/97, 1998/99, 1999/00, 2000/01, 2002/03, 2006/07, 2007/08, 2008/09, 2010/11, 2012/13.[2]
- ФА куп (3) : 1996, 1999, 2004.
- Лига куп (2) : 2006, 2009.
- ФА Комјунити шилд (5) : 1996, 1997, 2003, 2008, 2010.
- УЕФА Лига шампиона (2) : 1999, 2008.
- Интерконтинентални куп (1) : 1999.
- Светско клупско првенство (1) : 2008.

### Индивидуални
- Играч месеца Премијер лиге (4) : јануар 2003, децембар 2003, октобар 2006, август 2010.[2]
- Избор у идеални тим Премијер лиге (2) : 2003, 2007.